# قائمة مصنعي السيارات

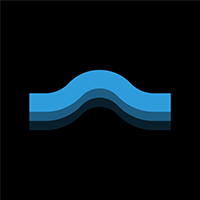
صف مصنعي السيارات

هذه قائمة مصنعي السيارات ويشمل الشركات العاملة في مجال الأعمال التجارية، وكذلك الشركات المصنعة البائعة ويشير لفظ السيارات إلى المركبات التجارية:
- فورد موستانغ .
- نيسان صني
- لاراكي فولغورا
- فيات 128
- فولكس فاغن بيتل
- بوجاتي فايرون
- رينو 4
- هوندا سيفيك
- تويوتا لاند كروزر
- مرسيدس-بنز الفئة سي إل
- فيات 131
- تويوتا كورولا
- العربة 1
- بيجو 305
- بيجو 405
- رينو ميجان
- كومبات تي-98
- هيونداي ماتركس
- نصر شاهين
- تويوتا
- كامري
- مكلارين إف 1
- أوبل كاديت
- تويوتا كورونا
- تويوتا الفئة إس
- تويوتا 2000جي تيلمبرجيني
- تويوتا سيليكا
- تويوتا سوبرا
- تويوتا إم آر 2
- تويوتا كريسيدا
- تويوتا كامري سولارا
- تويوتا يارس
- تويوتا إيكو
- تويوتا ڤيتز
- تويوتا بريوس
- تويوتا هايلاندر
- تويوتا هايلوكس
- هيونداي إلنترا
- تويوتا هايس
- تويوتا داينا
- تويوتا راڤ4
- تويوتا تاكوما
- تويوتا تي100
- تويوتا تندرا
- تويوتا الفئة أ
- لكزس إل إس
- لكزس آر إكس
- لكزس إي إس
- لكزس جي إس
- لكزس آي إس
- لكزس آي إس إف
- لكزس إل إكس
- لكزس جي إكس
- لكزس إس سي
- تويوتا سوارير
- تويوتا ميجا كروزر
- تويوتا آي-يونت
- تويوتا آي-ريل
- تويوتا آي-سوينج
- تويوتا بي إم
- تويوتا آي-فوت
- تويوتا إي كوم
- بيجو 406
- بيجو 407
- بيجو 107
- نيسان إكستيرا
- بيجو 504
- بيجو 3008
- شيفروليه لومينا
- آودي آر8
- تويوتا مارك إكس
- تويوتا سيكويا
- تويوتا لاند كروزر الفئة 70
- نيسان أرمادا
- تويوتا سيينا
- تويوتا بريفيا
- تويوتا كوستر
- تويوتا إف جيه كروزر
- تويوتا سنشري
- تويوتا أفينسيس
- تويوتا أورس
- تويوتا أيجو
- تويوتا آي كيو
- فورد إكسبلورر
- جيب كومباس
- بيجو 104
- بيجو 106
- بيجو 204
- همر إتش 1
- رينو كليو
- كاديلاك سي تي إس
- هوندا سيتي
- سيتروين سي 4
- هيونداي أكسنت
- بيجو 207
- هوندا أكورد
- فورد كراون فكتوريا
- هيونداي غراندور
- تويوتا 4 رنر